# Puchar Danii w piłce siatkowej mężczyzn (2024/2025)
Puchar Danii w piłce siatkowej mężczyzn 2024/2025 (duń. Pokalturneringen for herrer 2024/2025) – 49. edycja rozgrywek o siatkarski Puchar Danii zorganizowana przez stowarzyszenie Volleyball Danmark. Rozpoczęła się 4 września 2024 roku.
Rozgrywki składały się z trzech rund wstępnych, 1/8 finału, ćwierćfinałów oraz turnieju finałowego. Uczestniczyły w nich 42 zespoły. We wszystkich rundach rywalizacja toczyła się w systemie pucharowym, a o awansie decydował jeden mecz. Osiem najlepszych zespołów w VolleyLigaen w sezonie 2023/2024 udział w krajowym pucharze rozpoczęło od 1/8 finału.
Turniej finałowy odbył się w dniach 1-2 lutego 2025 roku w Odense Idrætshal w Odense. Po raz trzeci, jednocześnie trzeci raz z rzędu, Puchar Danii zdobył klub Odense Volleyball, który w finale pokonał Gentofte Volley. Trzecie miejsce zajął Nordenskov UIF. Najlepszym zawodnikiem (Pokalfighter) finału został wybrany Sigurd Varming.

## System rozgrywek
Puchar Danii w sezonie 2024/2025 składał się z trzech rund wstępnych, 1/8 finału, ćwierćfinałów, półfinałów oraz turnieju finałowego, w ramach którego rozegrano półfinały, mecz o 3. miejsce i finał. We wszystkich rundach obowiązywał system pucharowy, a o awansie decydował jeden mecz.
Przed każdą rundą przeprowadzono losowanie wyłaniające pary meczowe. Losowanie 1. i 2. rundy oraz meczów o rozstawienie odbyło się 30 sierpnia, 3. rundy – 25 września, 1/8 finału – 22 października, ćwierćfinałów – 19 listopada, natomiast półfinałów – 17 grudnia. W rundach wstępnych przy losowaniu brano pod uwagę czynnik geograficzny, tak aby w miarę możliwości pary utworzyły drużyny z tego samego regionu.
Na podstawie wyników VolleyLigaen w sezonie 2023/2024 osiem drużyn zostało rozstawionych. Zespoły, które w VolleyLigaen zajęły miejsca 4-5, rozegrały dwumecz o numer rozstawienia. Jeżeli obie drużyny wygrały po jednym meczu, o awansie decydował tzw. złoty set grany do 25 punktów z konieczną przewagą co najmniej dwóch punktów jednego zespołu. Gospodarzem pierwszego meczu w parze była drużyna, która zajęła 4. miejsce w VolleyLigaen. Rozstawione zespoły udział w rozgrywkach rozpoczęły od 1/8 finału i mogły się spotkać ze sobą najwcześniej w ćwierćfinałach, a te rozstawione z numerami 1-4 – w półfinałach.
We wszystkich rundach gospodarzem meczu była drużyna z niższego poziomu rozgrywkowego, a jeżeli obie drużyny grały na tym samym poziomie, o roli gospodarza decydowało losowanie. Za zgodą obu zespołów obowiązki gospodarza mogły zostać przekazane drużynie gości.
| Nr | Drużyna           |
| -- | ----------------- |
| 1  | Odense Volleyball |
| 2  | Nordenskov UIF    |
| 3  | Gentofte Volley   |
| 4  | ASV Elite         |
| 5  | VK Vestsjælland   |
| 6  | Amager VK         |
| 7  | Middelfart VK     |
| 8  | Ikast KFUM        |

## Drużyny uczestniczące
W Pucharze Danii w sezonie 2024/2025 mogły uczestniczyć wszystkie drużyny zrzeszone w stowarzyszeniu Volleyball Denmark. Do rozgrywek zgłosiły się 42 zespoły.
| VolleyLigaen (10 drużyn) | VolleyLigaen (10 drużyn) |
| ------------------------ | ------------------------ |
| Amager VK                | ćwierćfinał              |
| ASV Elite                | 4. miejsce               |
| DHV Odense               | 1/8 finału               |
| Gentofte Volley          | 2. miejsce               |
| Hvidovre VK              | ćwierćfinał              |
| Ikast KFUM               | 1/8 finału               |
| Middelfart VK            | ćwierćfinał              |
| Nordenskov UIF           | 3. miejsce               |
| Odense Volleyball        | 1. miejsce               |
| VK Vestsjælland          | ćwierćfinał              |

| 1. division (16 drużyn) | 1. division (16 drużyn) |
| ----------------------- | ----------------------- |
| Aalborg Volley          | 1/8 finału              |
| Amager VK 2             | 1/8 finału              |
| ASV Aarhus 2            | 2. runda                |
| Farum-Holte             | 1/8 finału              |
| Frederiksberg Volley    | 3. runda                |
| Gentofte Volley 2       | 2. runda                |
| Grøndal EV              | 2. runda                |
| Hvidovre VK 2           | 3. runda                |
| IF Lyseng               | 2. runda                |
| Ikast KFUM 2            | 2. runda                |
| Kolding VK              | 3. runda                |
| KV 61                   | 2. runda                |
| Randers VK              | 1/8 finału              |
| Skovbakken Volley       | 3. runda                |
| Team Køge               | 3. runda                |
| VLI                     | 1/8 finału              |

| 2. division (14 drużyn)  | 2. division (14 drużyn) |
| ------------------------ | ----------------------- |
| Aabyhøj IF               | 3. runda                |
| Aalborg Volley 2         | 2. runda                |
| Aalborg Volley 3         | 2. runda                |
| Amager Volley Wildcard   | 2. runda                |
| ASV Aarhus 3             | 3. runda                |
| Enghave VK               | 2. runda                |
| Gentofte Volley Wildcard | 1. runda                |
| Hornsyld IF              | 1/8 finału              |
| KSV                      | 1. runda                |
| Lyngby-Gladsaxe Volley   | 3. runda                |
| RS Rødovre               | 2. runda                |
| VK Holbæk                | 2. runda                |
| VK Vendsyssel            | 2. runda                |
| VK Vestsjælland 2        | 2. runda                |

| Serie 1 (Sjælland) (1 drużyna) | Serie 1 (Sjælland) (1 drużyna) |
| ------------------------------ | ------------------------------ |
| KV 61 2                        | 1. runda                       |

| Pozostałe (1 drużyna) | Pozostałe (1 drużyna) |
| --------------------- | --------------------- |
| Aalborg Volley 6      | 2. runda              |

## Rozgrywki

### 1. runda
| 4 września 2024 19:00 Źródło: | VK Holbæk | 3:0 (25:18, 25:17, 25:22) | Gentofte Volley Wildcard | Bjergmarkshallen, Holbæk Sędzia: Yasir Saleh i Peter Mortensen |

| 4 września 2024 20:30 Źródło: | KSV | 0:3 (19:25, 22:25, 18:25) | Amager VK 2 | Idrætshuset, Kopenhaga Sędzia: Michael Staal |

| 6 września 2024 19:00 Źródło: | KV 61 2 | 0:3 (10:25, 13:25, 12:25) | VK Vestsjælland 2 | Idrætshuset, Kopenhaga Sędzia: Olaf Jørs i Freja Hjordt Christensen |

### 2. runda
| 16 września 2024 20:00 Źródło: | Aalborg Volley | 3:0 (25:18, 25:20, 25:21) | IF Lyseng | Aalborg Katedralskole, Aalborg Sędzia: Jørgen Gramstrup i Birger Jensen |

| 17 września 2024 19:00 Źródło: | Team Køge | 3:1 (26:28, 25:9, 25:17, 27:25) | KV 61 | Spar Nord Arena, Køge Sędzia: Lars B. Nielsen i Carsten B. Nielsen |

| 17 września 2024 20:30 Źródło: | Lyngby-Gladsaxe Volley | 3:0 (25:10, 25:13, 25:13) | Amager Volley Wildcard | Buddinge Skole, Søborg Sędzia: Tim Poulsen i Hem Aryal |

| 17 września 2024 20:45 Źródło: | Enghave VK | 0:3 (21:25, 21:25, 21:25) | Farum-Holte | Bavnehøj-Hallen, Kopenhaga Sędzia: Sten Storgaard i Rosa Heredia |

| 18 września 2024 19:00 Źródło: | VK Holbæk | 0:3 (22:25, 22:25, 9:25) | Hvidovre VK 2 | Bjergmarkshallen, Holbæk Sędzia: Jan Herneth i Freja Hjordt Christensen |

| 19 września 2024 19:15 Źródło: | VK Vestsjælland 2 | 0:3 (19:25, 22:25, 13:25) | Hvidovre VK | Korsør Hallen, Korsør Sędzia: Morten Klein i Morten Andersen |

| 19 września 2024 19:30 Źródło: | Grøndal EV | 0:3 (17:25, 22:25, 22:25) | Amager VK 2 | Hillerødgade Hal, Kopenhaga Sędzia: Michael Andersen i Laura Jørgensen |

| 20 września 2024 19:00 Źródło: | Aalborg Volley 3 | 0:3 (20:25, 20:25, 19:25) | ASV Aarhus 3 | Aalborg Katedralskole, Aalborg Sędzia: Jørgen Gramstrup i Alex Hothes |

| 21 września 2024 10:00 Źródło: | Aalborg Volley 6 | 1:3 (19:25, 26:24, 19:25, 13:25) | Skovbakken Volley | Gigantium – Hal 2, Aalborg Sędzia: Birger Jensen i Allan Jensen |

| 21 września 2024 12:00 Źródło: | Aalborg Volley 2 | 0:3 (11:25, 15:25, 9:25) | DHV Odense | Gigantium – Hal 2, Aalborg Sędzia: Allan Jensen i Birger Jensen |

| 21 września 2024 14:00 Źródło: | Gentofte Volley 2 | 1:3 (30:32, 20:25, 25:21, 22:25) | VLI | Kildeskovshallen – Hal 1, Gentofte Sędzia: Ibrahim Hakizimfura i Michael Sørensen |

| 21 września 2024 17:00 Źródło: | Hornsyld IF | 3:1 (25:21, 25:23, 22:25, 25:17) | VK Vendsyssel | Rårup Hallen, Juelsminde Sędzia: Ruslan Khodak i Lise Lotte Bodi |

| 22 września 2024 15:00 Źródło: | RS Rødovre | 0:3 (17:25, 16:25, 12:25) | Frederiksberg Volley | Rødovrehallen, Rødovre Sędzia: Per Sørensen i Jim Hansen |

| 22 września 2024 16:00 Źródło: | ASV Aarhus 2 | 1:3 (17:25, 25:14, 23:25, 17:25) | Kolding VK | Ceres Park & Arena – Hal 1, Aarhus Sędzia: Nicklas Kjær Thomsen i Vahid Mehdi |

| 22 września 2024 17:00 Źródło: | Aabyhøj IF | 3:1 (27:25, 28:26, 14:25, 25:23) | Ikast KFUM 2 | Åbyhallen, Aarhus Sędzia: Flemming Munk i Gunner Bendtsen |

Wolny los: Randers VK

### 3. runda
| 8 października 2024 19:00 Źródło: | Team Køge | 2:3 (20:25, 14:25, 25:22, 25:22, 7:15) | Amager Volley 2 | Spar Nord Arena, Køge Sędzia: Niels Kristensen i Jan Labusz |

| 8 października 2024 20:00 Źródło: | Kolding VK | 1:3 (25:21, 6:25, 15:25, 13:25) | DHV Odense | Bakkeskolen, Kolding Sędzia: Morten Andersen i Per Sørensen |

| 17 października 2024 20:00 Źródło: | Aalborg Volley | 3:0 (25:20, 25:11, 25:17) | Skovbakken Volley | Aalborg Stadionhal 1, Aalborg Sędzia: Lars B. Nielsen i Jim Holm Hansen |

| 17 października 2024 20:00 Źródło: | Aabyhøj IF | 0:3 (19:25, 24:26, 20:25) | Hornsyld IF | Åbyhallen, Aarhus Sędzia: Henrik Bjorholm i Per Vind Petersen |

| 20 października 2024 10:00 Źródło: | ASV Aarhus 3 | 0:3 (6:25, 8:25, 9:25) | Randers VK | Ceres Park & Arena – Hal 1, Aarhus Sędzia: Birger Jensen i Kaj Krongård Hansen |

| 20 października 2024 14:00 Źródło: | VLI | 3:2 (19:25, 25:20, 25:21, 17:25, 15:7) | Hvidovre VK 2 | Kedelhallen, Frederiksberg Sędzia: Ibrahim Hakizimfura i Vahid Mehdi |

| 20 października 2024 14:30 Źródło: | Farum-Holte | 3:0 (25:23, 25:21, 25:23) | Frederiksberg Volley | Holtehallerne, Holte Sędzia: Michael Andersen i Sten Storgaard |

| 20 października 2024 17:30 Źródło: | Hvidovre VK | 3:0 (25:13, 25:20, 25:11) | Lyngby-Gladsaxe Volley | Frihedens Idrætscenter, Hvidovre Sędzia: Tim Poulsen i Olaf Jørs |

### Mecze o rozstawienie
| 13 października 2024 13:00 Źródło: | VK Vestsjælland | 1:3 (25:15, 24:26, 20:25, 22:25) | ASV Elite | Korsør Hallen, Korsør Sędzia: Tim Poulsen i Michael Andersen |

| 15 października 2024 20:00 Źródło: | ASV Elite | 3:1 (22:25, 25:16, 25:23, 25:20) | VK Vestsjælland | Ceres Park & Arena – Hal 1, Aarhus Sędzia: Jørgen Gramstrup i Morten Klein |

| Wynik dwumeczu | ASV Elite | 2:0 | VK Vestsjælland |  |

### 1/8 finału
| 12 listopada 2024 20:00 Źródło: | Farum-Holte | 0:3 (16:25, 16:25, 12:25) | Gentofte Volley | Holtehallerne, Holte Sędzia: Tim Poulsen i Jan Herneth |

| 12 listopada 2024 20:00 Źródło: | Hvidovre VK | 3:1 (25:23, 25:23, 22:25, 25:18) | Ikast KFUM | Frihedens Idrætscenter, Hvidovre Sędzia: Michael Andersen i Olaf Jørs |

| 13 listopada 2024 20:00 Źródło: | Hornsyld IF | 0:3 (19:25, 9:25, 11:25) | Middelfart VK | Hornsyld Idrætscenter, Hornsyld Sędzia: Jørgen Gramstrup i Henrik Bjorholm |

| 13 listopada 2024 20:00 Źródło: | Randers VK | 0:3 (14:25, 18:25, 12:25) | VK Vestsjælland | Arena Randers – Hal 2, Randers Sędzia: Flemming Munk i Per Vind Petersen |

| 13 listopada 2024 20:30 Źródło: | VLI | 1:3 (20:25, 26:28, 25:20, 17:25) | Amager VK | Kedelhallen, Frederiksberg Sędzia: Tim Poulsen i Morten Andersen |

| 14 listopada 2024 19:00 Źródło: | Amager Volley 2 | 0:3 (18:25, 19:25, 17:25) | Nordenskov UIF | Sundby Idrætspark – Hal 2, Kopenhaga Sędzia: Tim Poulsen i Lise Lotte Bodi |

| 14 listopada 2024 20:30 Źródło: | DHV Odense | 0:3 (22:25, 21:25, 25:27) | ASV Elite | Dalumhallen, Odense Sędzia: Michael Andersen i Jan Herneth |

| 15 listopada 2024 20:30 Źródło: | Aalborg Volley | 0:3 (19:25, 21:25, 18:25) | Odense Volleyball | Aalborg Stadionhal 1, Aalborg Sędzia: Jørgen Gramstrup i Per Vind Petersen |

### Ćwierćfinały
| 11 grudnia 2024 20:00 Źródło: | ASV Elite | 3:0 (25:17, 25:15, 25:11) | Amager VK | Ceres Park & Arena – Hal 1, Aarhus Sędzia: Nicklas Kjær Thomsen i Jan Herneth |

| 12 grudnia 2024 20:00 Źródło: | Hvidovre VK | 0:3 (17:25, 24:26, 31:33) | Gentofte Volley | Frihedens Idrætscenter, Hvidovre Sędzia: Tim Poulsen i Sten Storgaard |

| 12 grudnia 2024 20:00 Źródło: | VK Vestsjælland | 0:3 (16:25, 30:32, 26:28) | Odense Volleyball | Korsør Hallen, Korsør Sędzia: Jan Herneth i Olaf Jørs |

| 14 grudnia 2024 14:00 Źródło: | Nordenskov UIF | 3:2 (22:25, 25:21, 25:23, 15:25, 17:15) | Middelfart VK | Helle Hallen – Hal 1, Årre Sędzia: Michael Andersen i Morten Klein |

### Turniej finałowy

#### Drabinka
|  |           |                   |           |                   |   |       |                   |       |
|  | Półfinały | Półfinały         | Półfinały |                   |   | Finał | Finał             | Finał |
|  | Półfinały | Półfinały         | Półfinały |                   |   | Finał | Finał             | Finał |
|  |           |                   |           |                   |   |       |                   |       |
|  |           |                   |           |                   |   |       |                   |       |
|  | 1         | Odense Volleyball | 3         |                   |   |       |                   |       |
|  | 1         | Odense Volleyball | 3         |                   |   |       |                   |       |
|  | 4         | ASV Elite         | 2         |                   |   |       |                   |       |
|  | 4         | ASV Elite         | 2         |                   |   | 1     | Odense Volleyball | 3     |
|  |           |                   |           |                   |   | 1     | Odense Volleyball | 3     |
|  |           |                   | 3         | Gentofte Volley   | 2 |       |                   |       |
|  | 2         | Nordenskov UIF    | 3         | Gentofte Volley   | 2 | 2     |                   |       |
|  | 2         | Nordenskov UIF    |           |                   |   |       |                   |       |
|  | 3         | Gentofte Volley   | 3         |                   |   |       |                   |       |
|  | 3         | Gentofte Volley   | 3         | Mecz o 3. miejsce |   |       |                   |       |
|  |           |                   |           |                   |   |       |                   |       |
|  |           |                   |           |                   |   |       |                   |       |
|  |           |                   |           |                   |   |       |                   |       |
|  | 2         | Nordenskov UIF    | 3         |                   |   |       |                   |       |
|  | 2         | Nordenskov UIF    | 3         |                   |   |       |                   |       |
|  | 4         | ASV Elite         | 2         |                   |   |       |                   |       |
|  | 4         | ASV Elite         | 2         |                   |   |       |                   |       |

#### Półfinały
| 1 lutego 2025 17:00 Źródło: | ASV Elite | 2:3 (27:25, 25:21, 23:25, 21:25, 10:15) | Odense Volleyball | Odense Idrætshal, Odense Sędzia: Tim Poulsen i Sten Storgaard |

| 1 lutego 2025 19:30 Źródło: | Nordenskov UIF | 2:3 (25:17, 20:25, 19:25, 25:17, 10:15) | Gentofte Volley | Odense Idrætshal, Odense Sędzia: Flemming Munk i Nicklas Kjær Thomsen |

#### Mecz o 3. miejsce
| 2 lutego 2025 12:00 Źródło: | ASV Elite | 2:3 (19:25, 25:14, 26:28, 26:24) | Nordenskov UIF | Odense Idrætshal, Odense Sędzia: Rasmus Jess i Flemming Munk |

#### Finał
| 2 lutego 2025 17:30 Źródło: | Odense Volleyball | 3:2 (20:25, 26:28, 25:12, 25:22, 15:9) | Gentofte Volley | Odense Idrætshal, Odense Sędzia: Morten Klein i Michael Andersen |